# Antonio de Acuña y Cabrera
Francisco Antonio de Acuña Cabrera y Bayona (España; 1597-Lima; 1662), militar español, gobernador del Reino de Chile entre 1650-1656.
Fue hijo de Antonio de Cabrera y Acuña y de Águeda de Bayona, fue caballero del Hábito de Santiago y militar de profesión. Tras servir en Flandes y Francia, se dirigió al Perú como maestre de campo de El Callao y general, siendo designado posteriormente gobernador de Chile.

## Gobernador de Chile
El gobernador don Antonio de Acuña y Cabrera, desembarcó en la ciudad de Concepción el 4 de mayo de 1650, con su mujer y sus cuñados, los Salazar Palavicino, siendo saludado con salvas de artillería; tres días después, el 7 de mayo de 1650, fue recibido solemnemente por el Cabildo en su cargo de gobernador.
En el parlamento de Boroa (1651) se alcanzó un acuerdo de paz con los pueblos indígenas, roto dos años después.
La pésima conducción de la guerra de Arauco, cuya dirección confío a sus cuñados, los desastres militares, con cuantiosa pérdida de vidas, de víveres y de armamento, y el asedio que los indios efectuaron victoriosos sobre Concepción, Esto causó un motín generalizado en la ciudad de Concepción. El cabildo, los vecinos, y parte del ejército penquista se levantó en armas la mañana del 20 de febrero. Con espada en mano y al grito «¡Viva el Rey, muera el mal gobernador!» «¡Muera el ladrón!» y enarbolando el estandarte real los penquistas se dirigieron a la entrada del palacio del gobernador. Este escapó hasta el Colegio de los Jesuitas, donde se refugió. 
Entretanto el cabildo de Concepción decidió elegir a un reemplazante de Acuña, y las opiniones se encontraban divididas entre Ambrosio de Urra, Juan Fernández Rebolledo y Francisco de la Fuente Villalobos. Se eligió a este último para que ocupara interinamente el cargo. 
Rápidamente las noticias llegaron a Santiago, donde se encontraba la Real Audiencia. Y aunque todos los oídores eran de la opinión que la ineptitud de Acuña en el desempeño de su cargo causó la ruina del país, decidieron unánimemente no apoyar la acción del cabildo penquista. Entonces Acuña escapó hacia la capital del reino, creyéndose restituido en su cargo. 
Unos meses después el Virrey del Perú Luis Enríquez de Guzmán lo mandó a comparecer ante él. Acuña no cumplió la orden, por lo que fue nombrado un nuevo gobernador, Pedro Porter Casanate. Y su primera tarea fue forzar la salida de Acuña del país, quien llegaría a Lima donde fallecería tiempo después.
| Precedido por: Alonso de Figueroa y Córdoba | Gobernador del Reino de Chile 1650-1655 | Sucedido por: Pedro Porter Casanate |